# Giovane Montagna
Die Giovane Montagna (Langname: Assocazione Alpinistica Giovane Montagna) ist ein italienischer Bergsteigerverband, der 1914 gegründet wurde. Sie hat ihren Sitz in Turin und betreibt eine Schutzhütte, zwei Bergferienhäuser und mehrere Biwaks.
Die Giovane Montagna gibt eine eigene Zeitschrift, das Rivista di Vita Alpina, heraus.

## Geschichte
Die Vereinigung wurde 1914 in Turin von 12 jungen Personen als unpolitischer Verein mit dem Ziel gegründet, die technisch-sportlichen Aspekte des Alpinismus unter Berücksichtigung auch menschlicher und christlicher Werte zu fördern. Unter seinen Mitgliedern war Pier Giorgio Frassati.

## Sektionen
Derzeit besteht die Vereinigung aus folgenden Sektionen: Cuneo • Genua • Ivrea • Mestre • Mailand • Modena • Moncalieri • Padua • Pinerolo • Rom • Turin • Venedig • Verona • Vicenza.
Hinzu kommt die Untersektion Pier Giorgio Frassati. Diese richtet sich in ganz Italien wohnende Bergbegeisterte, die nicht die Möglichkeit haben, sich einer lokalen Sektion anzuschließen. Diese Untersektion wird zentral von der Vereinigung verwaltet.

## Schutzhütten und Biwaks
Der Verein verwaltet die folgenden Schutzhütten und Biwaks:
- 2932 m s.l.m. Bivacco ai Mascabroni
- 2335 m s.l.m. Bivacco Angelo Valmaggia
- 3179 m s.l.m. Bivacco Carlo Pol
- 2865 m s.l.m. Bivacco Gino Carpano
- 3046 m s.l.m. Bivacco Gino Rainetto
- 2845 m s.l.m. Bivacco Giuseppe Cavinato
- 2860 m s.l.m. Bivacco Luigi Ravelli
- 2710 m s.l.m. Bivacco Moncalieri
- 3200 m s.l.m. Bivacco Renato Montaldo
- 1732 m s.l.m. Bivacco Sergio Baroni
- 3538 m s.l.m. Rifugio Santa Maria

Die Biwaks stehen allen Bergsteigern offen. 
Daneben verfügt die Giovane Montagna über drei Bergferienhäuser mit abgeschlossenen Wohnungen mit jeweils eigener Küche:
- 1035 m s.l.m. Casa Alpina Fornari-Duvina
- Casa di Versciaco im Pustertal
- 1467 m s.l.m. Casa per Ferie Natale Reviglio

sowie mit der Casa di San Giacomo di Entracque über eine Schutzhütte mit Etagenbetten auf 1200 m s.l.m..
Bergferienhäuser und Schutzhütten können nur von den Mitgliedern nach vorheriger Buchung genutzt werden.

### Ehemalige Hütten
- 2840 m s.l.m. Capanna Giuseppe Cavinato, aktuell betrieben: SAT